# 拜尔洪格阿尔
拜尔洪格阿尔（Bail Hongal），是印度卡纳塔克邦Belgaum县的一个城镇。总人口43215（2001年）。

## 人口
该地2001年总人口43215人，其中男性21895人，女性21320人；0—6岁人口5460人，其中男2800人，女2660人；识字率67.86%，其中男性为74.91%，女性为60.63%。